# George III van het Verenigd Koninkrijk
George III Willem Frederik (Norfolk House, City of Westminster, 4 juni 1738 – Windsor Castle, 29 januari 1820) was koning van Groot-Brittannië en koning van Ierland vanaf 25 oktober 1760. Na de vereniging van deze twee landen op 1 januari 1801 was hij koning van het Verenigd Koninkrijk van Groot-Brittannië en Ierland tot aan zijn dood. Hij was ook hertog van Brunswijk-Lüneburg en keurvorst van Hannover, gebieden die in het Heilige Roomse Rijk lagen. Op 12 oktober 1814 werd het keurvorstendom verheven tot koninkrijk en voortaan was George koning van het koninkrijk Hannover. Hij was de derde telg uit het Huis Hannover, maar anders dan zijn twee voorgangers was hij in Engeland geboren en was zijn eerste taal Engels in plaats van Duits. Ondanks zijn lange leven en zijn 59-jarige regeringsperiode, heeft hij Hannover nooit bezocht. Koning George III regeerde 59 jaar en 96 dagen en was de langst regerende monarch in de Britse geschiedenis tot hij in 1897 werd overtroffen door zijn kleindochter koningin Victoria.

## Inleiding
De lange regering van George III werd overschaduwd door een reeks militaire conflicten waar zijn koninkrijken en landen aan mee deden. Deze oorlogen speelden zich af in Europa, Afrika, Amerika en Azië. In het begin van zijn regering versloeg Groot-Brittannië Frankrijk in de Zevenjarige Oorlog waardoor Groot-Brittannië de machtigste Europese natie in Noord-Amerika en India werd. Deze overwinning werd echter al snel gevolgd door het verlies van de Amerikaanse kolonies tijdens de Amerikaanse Onafhankelijkheidsoorlog. Deze oorlog leidde tot het ontstaan van de Dertien Koloniën en uiteindelijk tot de natie die we vandaag de dag kennen als de Verenigde Staten. Een periode van twintig jaar lang bevocht het Verenigd Koninkrijk Frankrijk; eerst de Franse Revolutie, daarna de Eerste Franse Republiek en daarna het Franse keizerrijk van Napoleon I. Dit eindigde uiteindelijk met de definitieve nederlaag van Napoleon in 1815 tijdens de Slag bij Waterloo.
Later in zijn leven kreeg George III te maken met een ernstige psychische aandoening. De medici van die tijd stonden voor een raadsel. Een hedendaagse wetenschappelijke theorie is dat hij leed aan de ziekte porfyrie. Deze theorie wordt echter in twijfel getrokken door onderzoekers van St. George's, University of London, die na een langdurige analyse van koning George III's handschrift concluderen dat hij zeer waarschijnlijk leed aan een stemmingsstoornis. Na een laatste terugval in 1810 werd zijn oudste zoon, George, Prins van Wales, benoemd tot Prince Regent. Toen George III stierf in 1820 volgde de Prince Regent hem op als koning George IV. Ook zijn derde zoon, prins Willem, hertog van Clarence en Saint Andrews, werd koning van het Verenigd Koninkrijk als Willem IV (1830-1837). En ook zijn vijfde zoon werd koning. prins Ernest Augustus, hertog van Cumberland en Teviotdale, werd na de dood van koning Willem IV in 1837 de koning van Hannover, tot 1851.
In 2017 plaatste het Britse koningshuis een grote hoeveelheid documenten online uit de tijd van koning George III.

## Jeugd
George werd geboren in Norfolk House te Londen op 4 juni 1738. Hij was een kleinzoon van koning George II en koningin Caroline van Brandenburg-Ansbach (die onverwacht en plots overleed in 1737). Hij was een zoon van kroonprins Frederik, de prins van Wales en Augusta van Saksen-Gotha. Prins George werd twee maanden te vroeg geboren en er werd dan ook niet verwacht dat hij zijn eerste dagen zou overleven. Daarom werd hij nog dezelfde dag gedoopt door Thomas Secker, de bisschop van Oxford, later aartsbisschop van Canterbury. Een maand later werd hij publiekelijk gedoopt te Norfolk House en opnieuw door Secker. Zijn peetouders waren koning Frederik I van Zweden (Lord Charles Calvert, Baron van Baltimore nam zijn plaats in), zijn oom Frederik III van Saksen-Gotha-Altenburg (Henry Brydges, hertog van Chandos nam zijn plaats in) en zijn overgroottante koningin Sophia Dorothea van Pruisen (haar plaats werd ingenomen door Lady Charlotte Hamilton, een dochter van hertog van Hamilton).

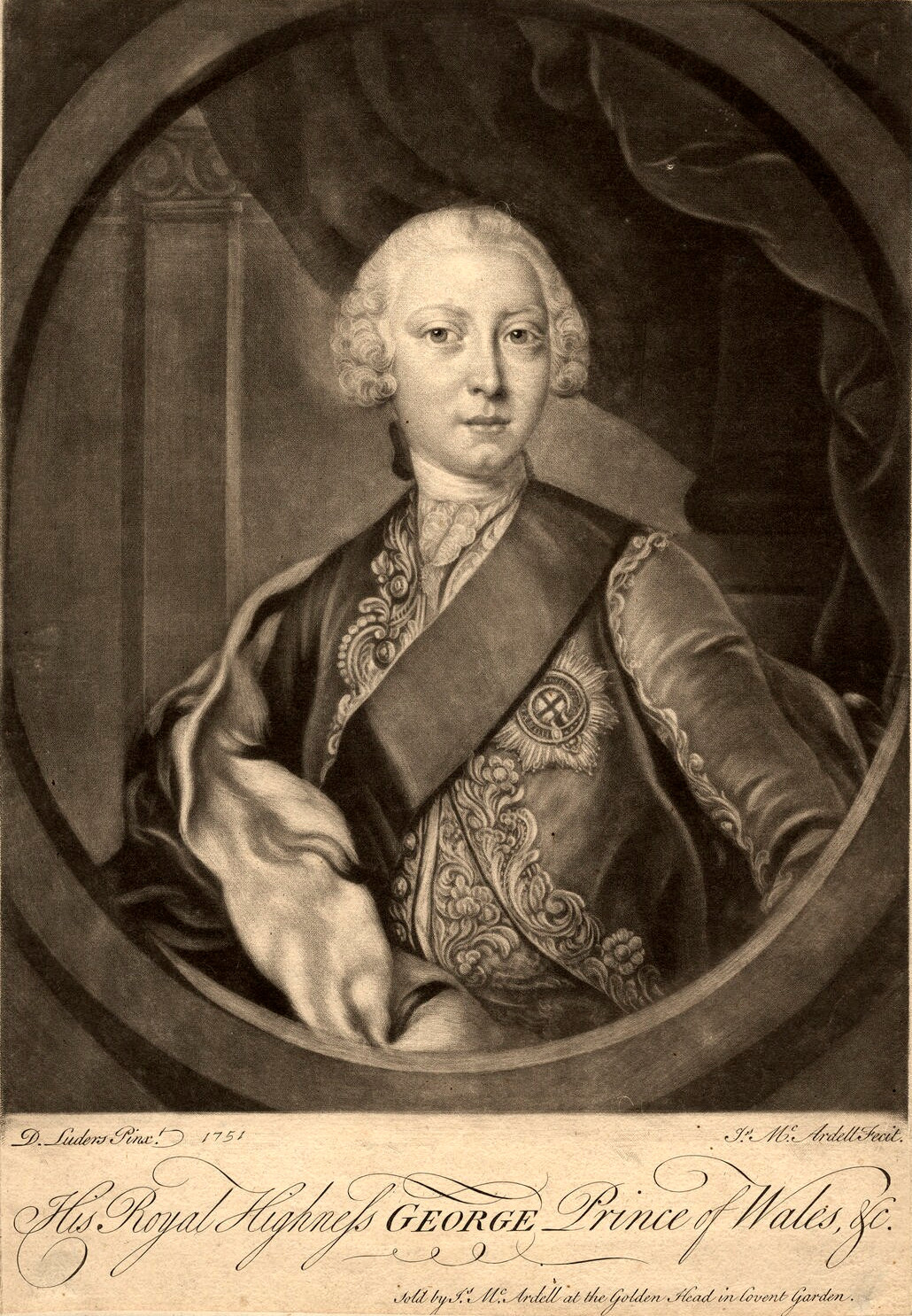
George III als prins van Wales in 1751.

George had een moeilijke jeugd, waarin zijn geestelijke ontwikkeling geen gelijke tred hield met de emotionele. Zijn onzekerheid over zijn eigen bekwaamheden leidde tot neuroses die hem soms onvoorspelbaar en agressief maakten. Anderzijds werd de koning, zeker toen hij ouder werd, wel gewaardeerd. Hij was een gezonde jongen en groeide op als zeer verlegen. De familie verhuisde naar Leicester Square waar George opgroeide samen met zijn broer, prins Eduard van York. Ze kregen een opleiding, verzorgd door verschillende leraren. Brieven uit die tijd tonen aan dat George zeer goed kon schrijven, zowel Engels als Duits, en dat hij al op de leeftijd van acht jaar zeer goed commentaar kon geven op de politieke gebeurtenissen van die tijd. Hij was de eerste Britse monarch die natuurwetenschappen studeerde. Behalve chemie en fysica kreeg George ook lessen in astronomie, wiskunde, Frans, Latijn, geschiedenis, muziek, aardrijkskunde, handel, de landbouw en het grondwettelijk recht. In aanvulling op de sportieve en sociale bezigheden kreeg hij ook les in dansen, schermen en paardrijden. Zijn religieuze opvoeding stond geheel in het teken van de Anglicaanse Kerk.
De grootvader van George, koning George II, had een hekel aan zijn oudste zoon, Frederik prins van Wales, en toonde weinig interesse in zijn kleinkinderen. Maar toen Frederik in 1751 plotseling stierf, werd de 13-jarige prins George de nieuwe erfgenaam en de vermoedelijke troonopvolger. Hij erfde een van zijn vaders titels en werd de hertog van Edinburgh. George II kreeg nu meer interesse in zijn kleinkind en drie weken na de dood van prins Frederik werd George door de koning verheven tot prins van Wales. In de lente van 1756 naderde George zijn achttiende verjaardag en kreeg hij door de koning grote appartementen in het St. James's Palace aangeboden, maar George weigerde het aanbod. In dit besluit werd hij geleid door zijn moeder en haar vertrouweling, John Stuart, 3e Graaf van Bute. De moeder van George, de douairière-Prinses van Wales, Augusta van Saksen-Gotha, gaf er de voorkeur aan om George thuis te houden, waar ze hem haar strenge morele waarden kon inprenten.
Hij was een aangenaam familieman, had grote interesse in cultuur en wetenschappen en ook de landbouw kon zich in zijn belangstelling verheugen.

## Huwelijk
In 1759 was George zeer verliefd op Lady Sarah Lennox, de dochter van de hertog van Richmond, maar Lord Bute adviseerde dat Lady Sarah geen goede huwelijkskandidaat zou zijn en George staakte zijn gedachten over een dergelijk huwelijk. "Ik ben geboren voor het geluk of voor het lijden van een grote natie," schreef George aan haar, "en dus moet ik vaak handelen in strijd met mijn passies." Pogingen die zijn grootvader, de koning, deed om George uit te huwelijken aan prinses Sophia Caroline van Brunswijk-Wolfenbüttel, een dochter van Karel I van Brunswijk-Wolfenbüttel, werden krachtig tegengewerkt door hem en zijn moeder. Uiteindelijk ging dit huwelijk niet door.

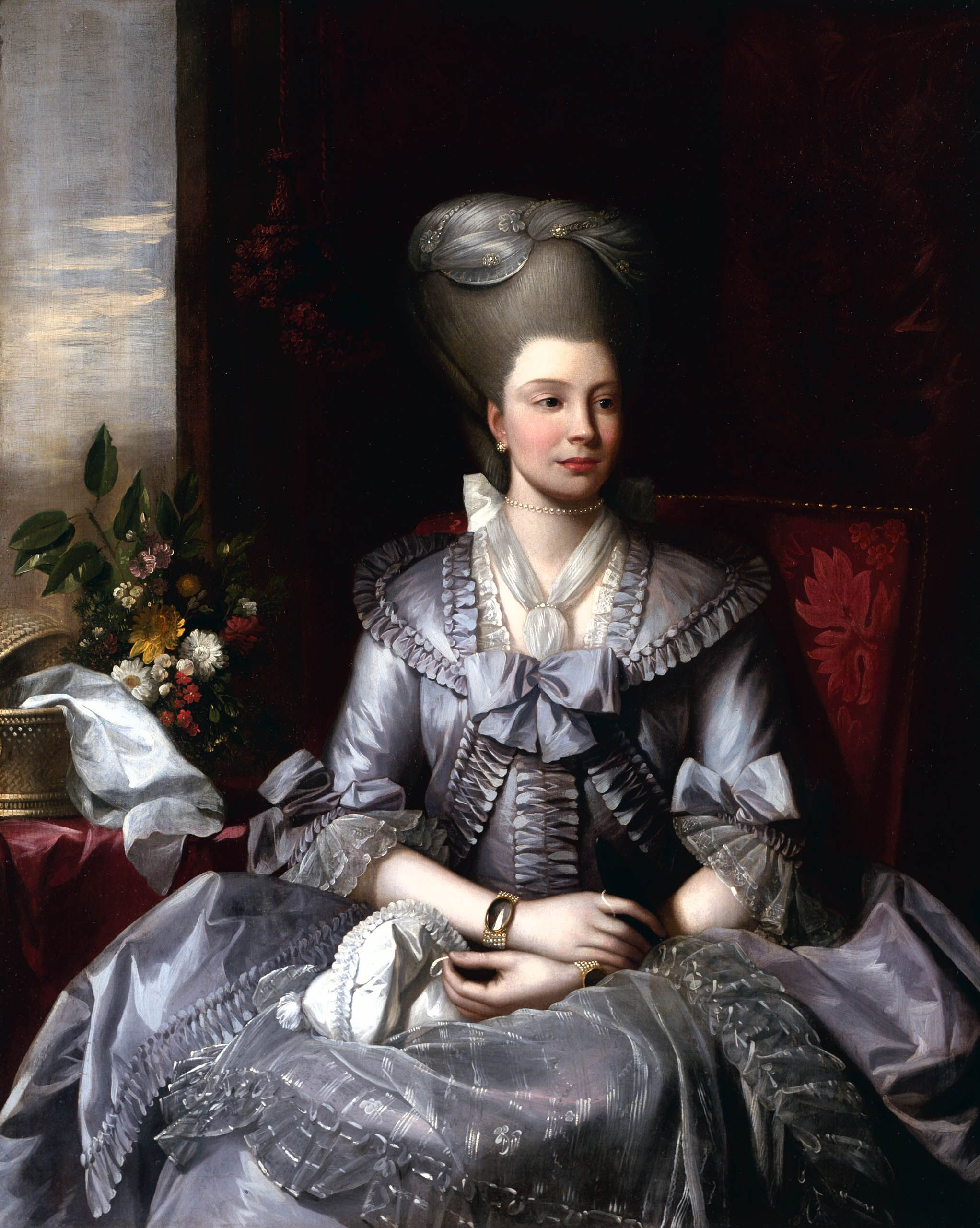
Koningin Sophia Charlotte

Het jaar daarop werd George de nieuwe koning toen zijn grootvader overleed. George II stierf op 25 oktober 1760, twee weken voor zijn 77e verjaardag. George, Prins van Wales, werd toen koning als George III. De zoektocht naar een geschikte vrouw voor George werd hierop ook versneld. Op 8 september 1761 trad de koning in de Koninklijke Kapel van het St. James's Palace in het huwelijk met hertogin Charlotte van Mecklenburg-Strelitz. Ze leerden elkaar pas kennen op hun huwelijksdag. Twee weken later werden beiden gekroond in de Westminster Abbey. Het mag wel opmerkelijk genoemd worden dat George geen maîtresses had, dit in zeer groot contrast met zijn voorgangers en zijn zoons, de latere George IV en Willem IV. Het echtpaar had een zeer gelukkig huwelijk. Er werden vijftien kinderen geboren, negen zoons en zes dochters. In 1761 kocht de koning Buckingham House (later Buckingham Palace) voor zijn groeiende familie. Zijn andere residenties waren Kew Palace en Windsor Castle. St. James's Palace werd gebruikt voor officiële gebeurtenissen. George III reisde niet zeer veel, en bracht zijn hele leven door in Zuid-Engeland. Sinds 1790 werden de jaarlijkse vakanties gehouden in Weymouth in Dorset, een van de eerste badplaatsen in Engeland.

## Regering
George had de ambitie het bestuur te verbeteren en zijn taakopvatting werd door zijn tijdgenoten ook wel gewaardeerd, maar zijn karakter belette hem verbeteringen echt door te voeren. Omdat hij veel invloed uitoefende op ministers en hij parlementariërs steunde die van hem afhankelijk waren, werd hij ervan beschuldigd terug te willen keren naar het absolutisme. In het parlement verzetten Edmund Burke en de Whig-partij zich tegen de King's men. Buiten het parlement was dat de beweging rond John Wilkes.

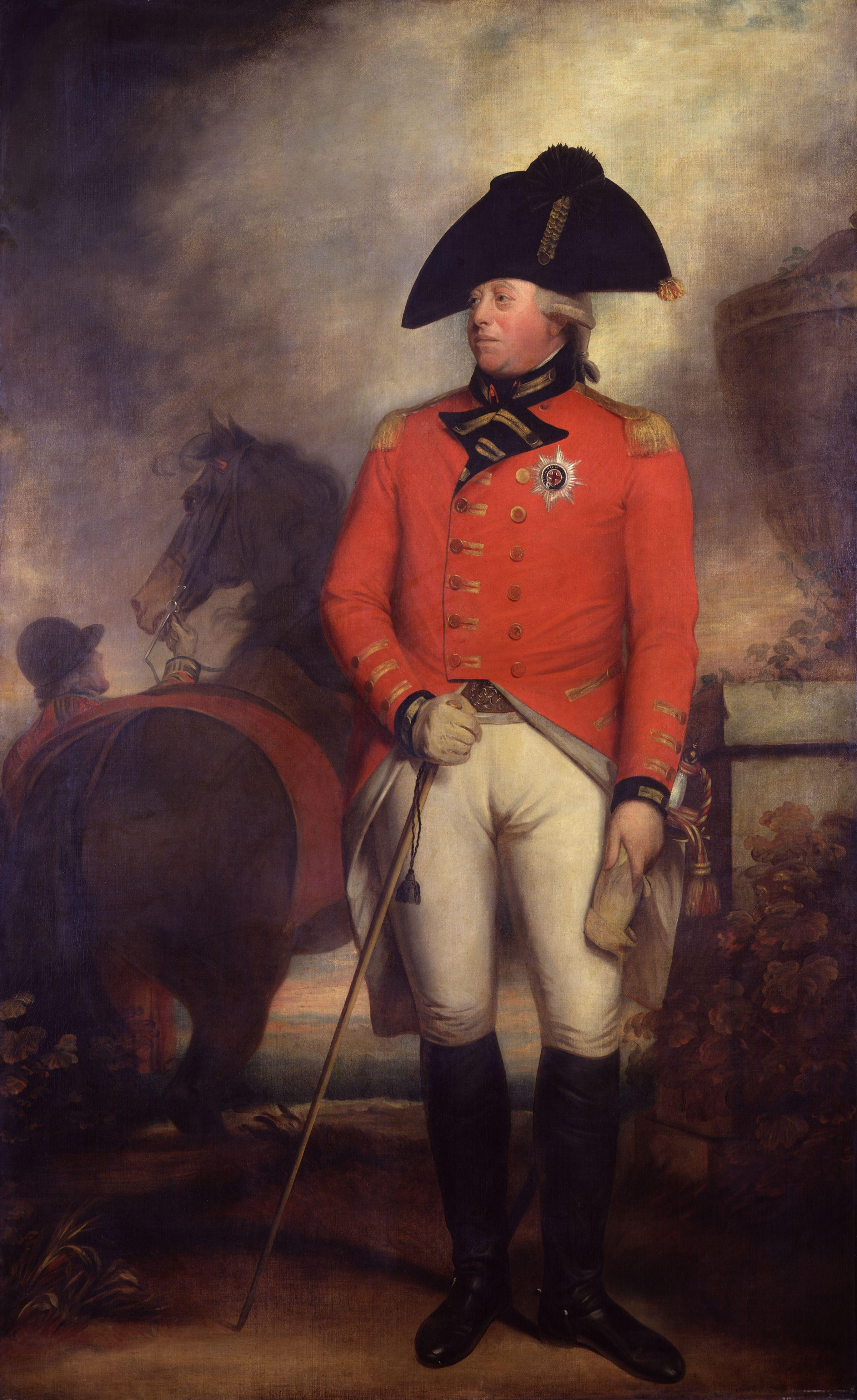
Koning George III, geschilderd door Henry William Beechey.

Toen George III de troon besteeg, lag de politieke macht geheel in handen van de aristocratie, vooral bij de grote Whig-families. Zij beheersten ook het parlement. Het Lagerhuis was eigenlijk niets anders dan een spreekbuis van de Whigpartij. George III wilde het koningschap bevrijden uit de machteloosheid waarin de kopstukken van de Whigpartij het hadden gebracht. Met deze plannen in gedachten riep hij de hulp in van graaf Bute. In 1762 benoemde hij zijn eerste kabinet, met graaf Bute als premier. De onervaren koning verklaarde de oude geslepen partijleiders de oorlog en dreef hen stap voor stap terug. Op die manier schiep George een machtsbasis voor de mannen die begrip toonden voor zijn plannen (merendeels Tories) en met wie hij dus liever wilde regeren.
De aanvankelijke instabiliteit van het bestuur was echter vooral een gevolg van de politieke en sociale veranderingen in Engeland en de Noord-Amerikaanse kolonies. Toen de oorlog tegen de Amerikaanse kolonisten een ongunstige wending nam en de koninklijke familie in diskrediet raakte door het gedrag van de latere George IV, werd de stroom van kritiek de koning spoedig te machtig.

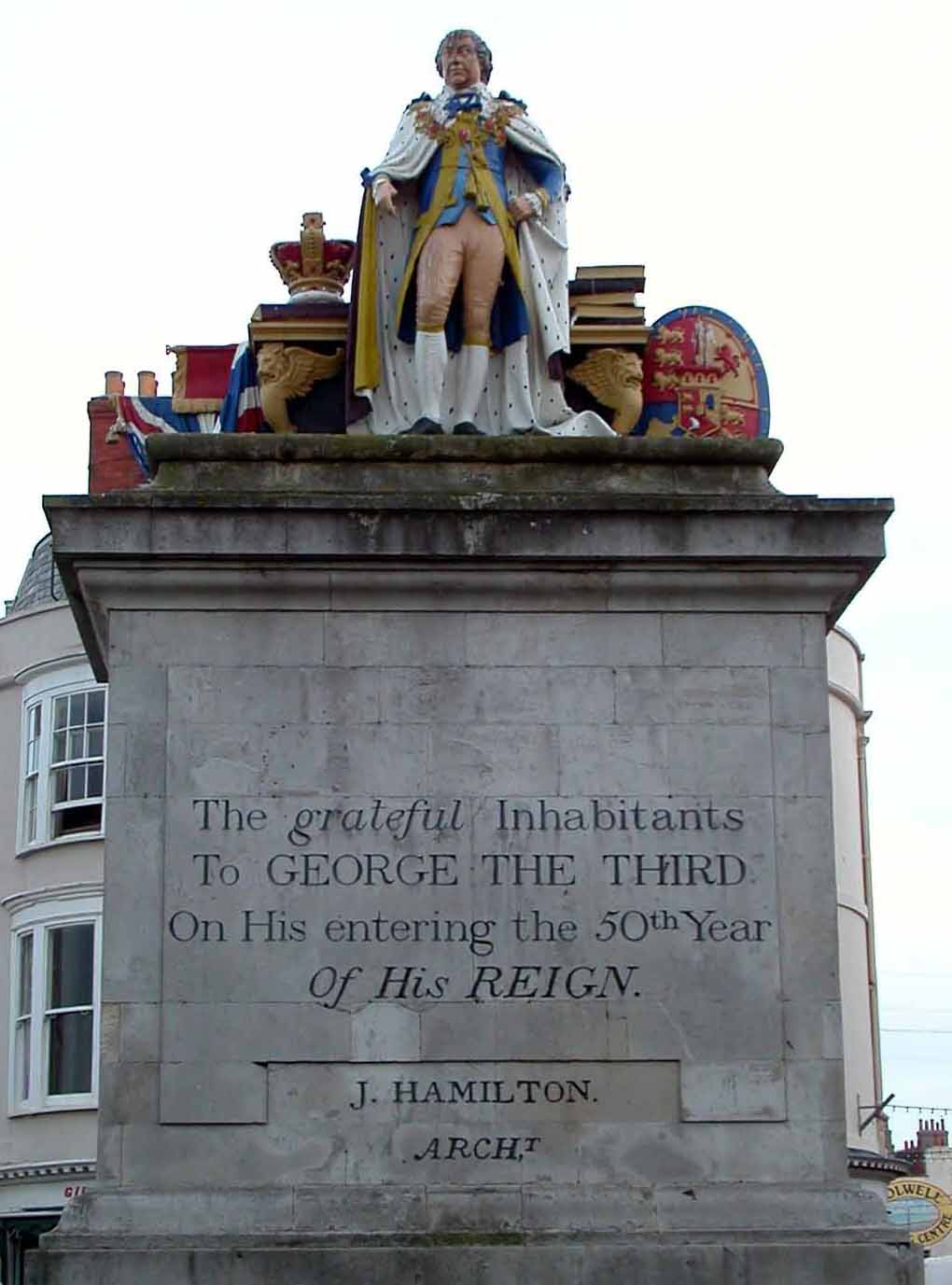

Onder het premierschap van William Pitt de Oudere werd de Zevenjarige Oorlog tegen de Fransen gewonnen, waarmee Groot-Brittannië alle Franse kolonies in Noord-Amerika verwierf. De gevolgen van de oorlog waren echter desastreus op financieel gebied en de schulden liepen hoog op. Ook de kosten van het bestuur van het imperium waren enorm. Door extreme belastingheffingen droeg dit bij aan het ontstaan van de Amerikaanse Revolutie en het verlies van de koloniën in de Amerikaanse Onafhankelijkheidsoorlog (1775-83).
Australië moest de verloren Amerikaanse kolonies vervangen als plek waar gevangenen naartoe werden getransporteerd. In 1770 was het oostelijk deel van het continent door James Cook opgeëist als Brits bezit. De eerste nederzetting ontstond in 1788 in Sydney.
Onder het premierschap van William Pitt de Jongere (1783-1801 en 1804-06) herstelde de financiële situatie zich, maar ontstond er ook weer oorlog, nu met het revolutionaire Frankrijk (1793-1802) en later het Frankrijk van Napoleon (1803-1814).
Door de snelle technologische vooruitgang kwam de industriële revolutie op gang, die grote veranderingen teweeg zou brengen in het Engelse landschap en de sociale structuur. Ook de handel kwam hierdoor tot grote bloei.
Na aanneming van een tegen hem gerichte motie in het parlement verklaarde hij zich in 1782 bereid af te treden. Dit werd niet geaccepteerd, maar hij raakte wel op de achtergrond. Hij werd in feite steeds meer de gevangene van William Pitt de Jongere.

## Laatste jaren en dood

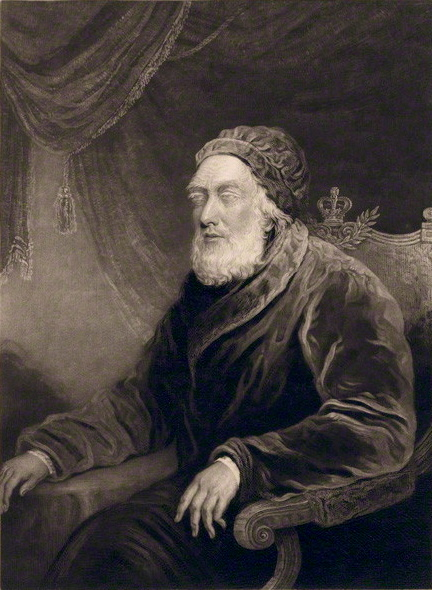
George III in zijn laatste levensjaren. Hij was volledig blind, doof en dement geworden en liet een lange witte baard groeien.

In 1788 werd koning George III ernstig ziek, naar men vermoedt porfyrie. In die tijd was deze ziekte nog niet bekend en men dacht aan krankzinnigheid. Bij porfyrie kunnen symptomen zijn; gevoeligheid van de huid, hevige buikpijn en rode wijnkleurige urine. Ook komen psychische symptomen voor. Bij George III kwamen al deze symptomen voor en zijn geestesvermogen begon af te nemen.
Soms kon George III onophoudelijk praten, vaak uren per dag. Elke dag kreeg hij een vreemde medische behandeling; zo werd hij urenlang in een stoel vastgebonden. Dokters stelden ook vast dat zijn urine bloedrood kleurde. In de periode 1788-1810 kwamen porfyrie-aanvallen bij de koning echter zelden voor.
In 1810 stortte de koning, na de dood van zijn jongste dochter, psychisch in en zou er nooit meer van herstellen. Hij was niet meer in staat om te regeren en in 1811 werd prins George tot regent benoemd. Vanaf toen woonde George III teruggetrokken in Windsor Castle. Zijn familie kwam hem amper bezoeken, door zijn grillige gedrag en vaak voorkomende gewelddadige reacties die door zijn ziekte veroorzaakt werden. Toch bleef de koning zich bewust van zijn status, hoewel hij een lange witte baard liet groeien en steeds een paars kleed droeg. Volgens getuigen had hij soms heldere momenten waarbij hij zich beklaagde over de situatie waarin hij terechtgekomen was. Hij kwam nooit te weten dat hij in 1814 de kroon van Hannover terugkreeg en dat in 1818 zijn vrouw overleed.
De koning werd doof, blind en dement. Op 25 december 1819 kreeg hij een opnieuw een zware porfyrieaanval, waarbij hij twee dagen en tien uur onafgebroken sprak. Vervolgens zonk hij in een coma, waaruit hij niet meer ontwaakte. Hij stierf op 29 januari 1820 in het bijzijn van zijn tweede en lievelingszoon Frederik, waarna hij begraven werd in St George's Chapel, Windsor Castle. Zijn oudste zoon volgde hem op als George IV.
Over deze periode in zijn leven gaat ook de film The Madness of King George, waarin gesuggereerd wordt dat hij vergiftigd is door zijn zoon. In de film wordt hij behandeld door een arts met voor die tijd een vreemde handelwijze, want hij behandelde de koning als een normale patiënt. In de film geneest de koning van zijn vergiftiging door deze behandeling, nog voordat zijn zoon het regentschap krijgt toegewezen. De premier komt in de film overigens juist over als beschermer van de koning en zijn zoon als een slecht persoon. Ook de komische televisieserie Blackadder (Blackadder III) speelt zich af in deze periode.
Later onderzoek van zijn haren toont een arseenvergiftiging, die een verworven vorm van acute porfyrie kan veroorzaken.

## Huwelijk en kinderen
In 1761 trouwde de koning met prinses Charlotte van Mecklenburg-Strelitz (1744-1818), de jongste dochter van Karel, hertog van Mecklenburg-Strelitz. Zij kregen 15 kinderen:
| Naam                                                                 | Afbeelding | Geboren           | Overleden         | Huwelijk |
| -------------------------------------------------------------------- | ---------- | ----------------- | ----------------- | --- |
| George Prins van Wales Koning van het Verenigd Koninkrijk            |            | 12 augustus 1762  | 26 juni 1830      | Huwde eerst in het geheim met Maria Fitzherbert. In 1795 met Caroline van Brunswijk. Werd toen hij overleed als koning opgevolgd door zijn broer Willem IV.                 |
| Frederik Hertog van Albany en York Prins-bisschop van Osnabrück      |            | 16 augustus 1763  | 5 januari 1827    | Huwde in 1791 met Frederika van Pruisen. Was van 1820 tot zijn dood de troonopvolger van zijn broer.                                                                        |
| Willem Hertog van Clarence en Saint Andrews                          |            | 21 augustus 1765  | 20 juni 1837      | Huwde in 1818 met Adelheid van Saksen-Meiningen. Was koning van het Verenigd Koninkrijk en Hannover vanaf 1830 tot zijn dood.                                               |
| Charlotte Princess Royal Koningin van Württemberg                    |            | 29 september 1766 | 5 oktober 1828    | Huwde in 1797 met de latere koning Frederik I van Württemberg. Het huwelijk bleef kinderloos.                                                                               |
| Eduard Hertog van Kent                                               |            | 2 november 1767   | 23 januari 1820   | Huwde in 1818 met Victoria van Saksen-Coburg-Saalfeld. Werd vader van koningin Victoria.                                                                                    |
| Augusta Prinses van het Verenigd Koninkrijk                          |            | 8 november 1768   | 22 september 1840 | Bleef ongehuwd |
| Elizabeth Landgravin van Hessen-Homburg                              |            | 22 mei 1770       | 10 januari 1840   | Huwde in 1818 met de latere Frederik VI van Hessen-Homburg. Dit huwelijk bleef kinderloos. Ze was landgravin van 1820 tot 1829.                                             |
| Ernst August Hertog van Cumberland en Teviotdale Koning van Hannover |            | 5 juni 1771       | 18 november 1851  | Huwde in 1815 met Frederika van Mecklenburg-Strelitz, zus van koningin Louise van Pruisen. Werd in 1837 koning van Hannover. Was de vader van koning George V van Hannover. |
| August Hertog van Sussex                                             |            | 27 januari 1773   | 21 april 1843     | Was tweemaal gehuwd zonder toestemming. In 1793 met lady Augusta Murray en later in 1831 met Lady Cecilia Buggin.                                                           |
| Adolf Hertog van Cambridge Onderkoning van Hannover                  |            | 24 februari 1774  | 8 juli 1850       | Huwde in 1818 Augusta van Hessen-Kassel. Hij werd vader van Augusta, groothertogin van Mecklenburg-Strelitz. Zijn kleindochter Mary huwde met koning George V.              |
| Maria Hertogin van Gloucester en Edinburgh                           |            | 25 april 1776     | 30 april 1857     | Had een korte relatie met Frederik van Oranje-Nassau, jongste zoon van Willem V. Huwde in 1816 met Willem Frederik van Gloucester. Dit huwelijk bleef kinderloos.           |
| Sophia Prinses van het Verenigd Koninkrijk                           |            | 2 november 1777   | 27 mei 1848       | Bleef ongehuwd. Er waren wel geruchten dat zij in het geheim was getrouwd met generaal Thomas Garth.                                                                        |
| Octavius Prins van Groot-Brittannië                                  |            | 23 februari 1779  | 3 mei 1783        | Stierf als kind. |
| Alfred Prins van Groot-Brittannië                                    |            | 22 september 1780 | 20 augustus 1783  | Stierf als kind. |
| Amalia Prinses van het Verenigd Koninkrijk                           |            | 7 augustus 1783   | 2 november 1810   | Bleef ongehuwd. |

## Kwartierstaat (voorouders)
| George I van Groot-Brittannië (1660-1727)  | George I van Groot-Brittannië (1660-1727)  | George I van Groot-Brittannië (1660-1727)  | George I van Groot-Brittannië (1660-1727)  | George I van Groot-Brittannië (1660-1727)  | George I van Groot-Brittannië (1660-1727)  | Sophia Dorothea van Celle (1666–1727)      | Sophia Dorothea van Celle (1666–1727)      | Sophia Dorothea van Celle (1666–1727)              | Sophia Dorothea van Celle (1666–1727)              | Sophia Dorothea van Celle (1666–1727)              | Sophia Dorothea van Celle (1666–1727)              |                                                    |                                                    | Johan Frederik van Brandenburg-Ansbach (1654-1686) | Johan Frederik van Brandenburg-Ansbach (1654-1686) | Johan Frederik van Brandenburg-Ansbach (1654-1686) | Johan Frederik van Brandenburg-Ansbach (1654-1686) | Johan Frederik van Brandenburg-Ansbach (1654-1686) | Johan Frederik van Brandenburg-Ansbach (1654-1686) | Eleonora Erdmuthe Louisa van Saksen-Eisenach (1662-1696) | Eleonora Erdmuthe Louisa van Saksen-Eisenach (1662-1696) | Eleonora Erdmuthe Louisa van Saksen-Eisenach (1662-1696) | Eleonora Erdmuthe Louisa van Saksen-Eisenach (1662-1696) | Eleonora Erdmuthe Louisa van Saksen-Eisenach (1662-1696) | Eleonora Erdmuthe Louisa van Saksen-Eisenach (1662-1696) |                                           |                                           | Frederik I van Saksen-Gotha-Altenburg (1646-1691) | Frederik I van Saksen-Gotha-Altenburg (1646-1691) | Frederik I van Saksen-Gotha-Altenburg (1646-1691) | Frederik I van Saksen-Gotha-Altenburg (1646-1691) | Frederik I van Saksen-Gotha-Altenburg (1646-1691)         | Frederik I van Saksen-Gotha-Altenburg (1646-1691)         | Magdalena Sibylla van Saksen-Weißenfels (1648–1681)       | Magdalena Sibylla van Saksen-Weißenfels (1648–1681)       | Magdalena Sibylla van Saksen-Weißenfels (1648–1681)       | Magdalena Sibylla van Saksen-Weißenfels (1648–1681)       | Magdalena Sibylla van Saksen-Weißenfels (1648–1681) | Magdalena Sibylla van Saksen-Weißenfels (1648–1681) |                                         |                                         | Karel Willem van Anhalt-Zerbst (1652-1718) | Karel Willem van Anhalt-Zerbst (1652-1718) | Karel Willem van Anhalt-Zerbst (1652-1718)      | Karel Willem van Anhalt-Zerbst (1652-1718)      | Karel Willem van Anhalt-Zerbst (1652-1718)      | Karel Willem van Anhalt-Zerbst (1652-1718)      | Sophia van Saksen-Weißenfels (1654–1724)        | Sophia van Saksen-Weißenfels (1654–1724)        | Sophia van Saksen-Weißenfels (1654–1724) | Sophia van Saksen-Weißenfels (1654–1724) | Sophia van Saksen-Weißenfels (1654–1724) | Sophia van Saksen-Weißenfels (1654–1724) |  |  |  |  |  |  |  |  |  |  |  |  |  |  |  |  |  |  |  |  |  |  |  |  |  |  |  |  |  |  |  |  |  |  |  |  |  |  |  |  |  |  |  |  |  |  |  |  |
| George I van Groot-Brittannië (1660-1727)  | George I van Groot-Brittannië (1660-1727)  | George I van Groot-Brittannië (1660-1727)  | George I van Groot-Brittannië (1660-1727)  | George I van Groot-Brittannië (1660-1727)  | George I van Groot-Brittannië (1660-1727)  | Sophia Dorothea van Celle (1666–1727)      | Sophia Dorothea van Celle (1666–1727)      | Sophia Dorothea van Celle (1666–1727)              | Sophia Dorothea van Celle (1666–1727)              | Sophia Dorothea van Celle (1666–1727)              | Sophia Dorothea van Celle (1666–1727)              |                                                    |                                                    | Johan Frederik van Brandenburg-Ansbach (1654-1686) | Johan Frederik van Brandenburg-Ansbach (1654-1686) | Johan Frederik van Brandenburg-Ansbach (1654-1686) | Johan Frederik van Brandenburg-Ansbach (1654-1686) | Johan Frederik van Brandenburg-Ansbach (1654-1686) | Johan Frederik van Brandenburg-Ansbach (1654-1686) | Eleonora Erdmuthe Louisa van Saksen-Eisenach (1662-1696) | Eleonora Erdmuthe Louisa van Saksen-Eisenach (1662-1696) | Eleonora Erdmuthe Louisa van Saksen-Eisenach (1662-1696) | Eleonora Erdmuthe Louisa van Saksen-Eisenach (1662-1696) | Eleonora Erdmuthe Louisa van Saksen-Eisenach (1662-1696) | Eleonora Erdmuthe Louisa van Saksen-Eisenach (1662-1696) |                                           |                                           | Frederik I van Saksen-Gotha-Altenburg (1646-1691) | Frederik I van Saksen-Gotha-Altenburg (1646-1691) | Frederik I van Saksen-Gotha-Altenburg (1646-1691) | Frederik I van Saksen-Gotha-Altenburg (1646-1691) | Frederik I van Saksen-Gotha-Altenburg (1646-1691)         | Frederik I van Saksen-Gotha-Altenburg (1646-1691)         | Magdalena Sibylla van Saksen-Weißenfels (1648–1681)       | Magdalena Sibylla van Saksen-Weißenfels (1648–1681)       | Magdalena Sibylla van Saksen-Weißenfels (1648–1681)       | Magdalena Sibylla van Saksen-Weißenfels (1648–1681)       | Magdalena Sibylla van Saksen-Weißenfels (1648–1681) | Magdalena Sibylla van Saksen-Weißenfels (1648–1681) |                                         |                                         | Karel Willem van Anhalt-Zerbst (1652-1718) | Karel Willem van Anhalt-Zerbst (1652-1718) | Karel Willem van Anhalt-Zerbst (1652-1718)      | Karel Willem van Anhalt-Zerbst (1652-1718)      | Karel Willem van Anhalt-Zerbst (1652-1718)      | Karel Willem van Anhalt-Zerbst (1652-1718)      | Sophia van Saksen-Weißenfels (1654–1724)        | Sophia van Saksen-Weißenfels (1654–1724)        | Sophia van Saksen-Weißenfels (1654–1724) | Sophia van Saksen-Weißenfels (1654–1724) | Sophia van Saksen-Weißenfels (1654–1724) | Sophia van Saksen-Weißenfels (1654–1724) |  |  |  |  |  |  |  |  |  |  |  |  |  |  |  |  |  |  |  |  |  |  |  |  |  |  |  |  |  |  |  |  |  |  |  |  |  |  |  |  |  |  |  |  |  |  |  |  |
|                                            |                                            |                                            |                                            |                                            |                                            |                                            |                                            |                                                    |                                                    |                                                    |                                                    |                                                    |                                                    |                                                    |                                                    |                                                    |                                                    |                                                    |                                                    |                                                          |                                                          |                                                          |                                                          |                                                          |                                                          |                                           |                                           |                                                   |                                                   |                                                   |                                                   |                                                           |                                                           |                                                           |                                                           |                                                           |                                                           |                                                     |                                                     |                                         |                                         |                                            |                                            |                                                 |                                                 |                                                 |                                                 |                                                 |                                                 |                                          |                                          |                                          |                                          |  |  |  |  |  |  |  |  |  |  |  |  |  |  |  |  |  |  |  |  |  |  |  |  |  |  |  |  |  |  |  |  |  |  |  |  |  |  |  |  |  |  |  |  |  |  |  |  |
|                                            |                                            |                                            |                                            | George II van Groot-Brittannië (1683-1760) | George II van Groot-Brittannië (1683-1760) | George II van Groot-Brittannië (1683-1760) | George II van Groot-Brittannië (1683-1760) | George II van Groot-Brittannië (1683-1760)         | George II van Groot-Brittannië (1683-1760)         |                                                    |                                                    |                                                    |                                                    |                                                    |                                                    | Caroline van Brandenburg-Ansbach (1683-1737)       | Caroline van Brandenburg-Ansbach (1683-1737)       | Caroline van Brandenburg-Ansbach (1683-1737)       | Caroline van Brandenburg-Ansbach (1683-1737)       | Caroline van Brandenburg-Ansbach (1683-1737)             | Caroline van Brandenburg-Ansbach (1683-1737)             |                                                          |                                                          |                                                          |                                                          |                                           |                                           |                                                   |                                                   |                                                   |                                                   | Frederik II van Saksen-Gotha-Altenburg (1676-1732)        | Frederik II van Saksen-Gotha-Altenburg (1676-1732)        | Frederik II van Saksen-Gotha-Altenburg (1676-1732)        | Frederik II van Saksen-Gotha-Altenburg (1676-1732)        | Frederik II van Saksen-Gotha-Altenburg (1676-1732)        | Frederik II van Saksen-Gotha-Altenburg (1676-1732)        |                                                     |                                                     |                                         |                                         |                                            |                                            | Magdalena Augusta van Anhalt-Zerbst (1679-1740) | Magdalena Augusta van Anhalt-Zerbst (1679-1740) | Magdalena Augusta van Anhalt-Zerbst (1679-1740) | Magdalena Augusta van Anhalt-Zerbst (1679-1740) | Magdalena Augusta van Anhalt-Zerbst (1679-1740) | Magdalena Augusta van Anhalt-Zerbst (1679-1740) |                                          |                                          |                                          |                                          |  |  |  |  |  |  |  |  |  |  |  |  |  |  |  |  |  |  |  |  |  |  |  |  |  |  |  |  |  |  |  |  |  |  |  |  |  |  |  |  |  |  |  |  |  |  |  |  |
|                                            |                                            |                                            |                                            | George II van Groot-Brittannië (1683-1760) | George II van Groot-Brittannië (1683-1760) | George II van Groot-Brittannië (1683-1760) | George II van Groot-Brittannië (1683-1760) | George II van Groot-Brittannië (1683-1760)         | George II van Groot-Brittannië (1683-1760)         |                                                    |                                                    |                                                    |                                                    |                                                    |                                                    | Caroline van Brandenburg-Ansbach (1683-1737)       | Caroline van Brandenburg-Ansbach (1683-1737)       | Caroline van Brandenburg-Ansbach (1683-1737)       | Caroline van Brandenburg-Ansbach (1683-1737)       | Caroline van Brandenburg-Ansbach (1683-1737)             | Caroline van Brandenburg-Ansbach (1683-1737)             |                                                          |                                                          |                                                          |                                                          |                                           |                                           |                                                   |                                                   |                                                   |                                                   | Frederik II van Saksen-Gotha-Altenburg (1676-1732)        | Frederik II van Saksen-Gotha-Altenburg (1676-1732)        | Frederik II van Saksen-Gotha-Altenburg (1676-1732)        | Frederik II van Saksen-Gotha-Altenburg (1676-1732)        | Frederik II van Saksen-Gotha-Altenburg (1676-1732)        | Frederik II van Saksen-Gotha-Altenburg (1676-1732)        |                                                     |                                                     |                                         |                                         |                                            |                                            | Magdalena Augusta van Anhalt-Zerbst (1679-1740) | Magdalena Augusta van Anhalt-Zerbst (1679-1740) | Magdalena Augusta van Anhalt-Zerbst (1679-1740) | Magdalena Augusta van Anhalt-Zerbst (1679-1740) | Magdalena Augusta van Anhalt-Zerbst (1679-1740) | Magdalena Augusta van Anhalt-Zerbst (1679-1740) |                                          |                                          |                                          |                                          |  |  |  |  |  |  |  |  |  |  |  |  |  |  |  |  |  |  |  |  |  |  |  |  |  |  |  |  |  |  |  |  |  |  |  |  |  |  |  |  |  |  |  |  |  |  |  |  |
|                                            |                                            |                                            |                                            |                                            |                                            |                                            |                                            |                                                    |                                                    | Frederik van Groot-Brittannië (1707-1751)          | Frederik van Groot-Brittannië (1707-1751)          | Frederik van Groot-Brittannië (1707-1751)          | Frederik van Groot-Brittannië (1707-1751)          | Frederik van Groot-Brittannië (1707-1751)          | Frederik van Groot-Brittannië (1707-1751)          |                                                    |                                                    |                                                    |                                                    |                                                          |                                                          |                                                          |                                                          |                                                          |                                                          |                                           |                                           |                                                   |                                                   |                                                   |                                                   |                                                           |                                                           |                                                           |                                                           |                                                           |                                                           | Augusta van Saksen-Gotha (1719-1772)                | Augusta van Saksen-Gotha (1719-1772)                | Augusta van Saksen-Gotha (1719-1772)    | Augusta van Saksen-Gotha (1719-1772)    | Augusta van Saksen-Gotha (1719-1772)       | Augusta van Saksen-Gotha (1719-1772)       |                                                 |                                                 |                                                 |                                                 |                                                 |                                                 |                                          |                                          |                                          |                                          |  |  |  |  |  |  |  |  |  |  |  |  |  |  |  |  |  |  |  |  |  |  |  |  |  |  |  |  |  |  |  |  |  |  |  |  |  |  |  |  |  |  |  |  |  |  |  |  |
|                                            |                                            |                                            |                                            |                                            |                                            |                                            |                                            |                                                    |                                                    | Frederik van Groot-Brittannië (1707-1751)          | Frederik van Groot-Brittannië (1707-1751)          | Frederik van Groot-Brittannië (1707-1751)          | Frederik van Groot-Brittannië (1707-1751)          | Frederik van Groot-Brittannië (1707-1751)          | Frederik van Groot-Brittannië (1707-1751)          |                                                    |                                                    |                                                    |                                                    |                                                          |                                                          |                                                          |                                                          |                                                          |                                                          |                                           |                                           |                                                   |                                                   |                                                   |                                                   |                                                           |                                                           |                                                           |                                                           |                                                           |                                                           | Augusta van Saksen-Gotha (1719-1772)                | Augusta van Saksen-Gotha (1719-1772)                | Augusta van Saksen-Gotha (1719-1772)    | Augusta van Saksen-Gotha (1719-1772)    | Augusta van Saksen-Gotha (1719-1772)       | Augusta van Saksen-Gotha (1719-1772)       |                                                 |                                                 |                                                 |                                                 |                                                 |                                                 |                                          |                                          |                                          |                                          |  |  |  |  |  |  |  |  |  |  |  |  |  |  |  |  |  |  |  |  |  |  |  |  |  |  |  |  |  |  |  |  |  |  |  |  |  |  |  |  |  |  |  |  |  |  |  |  |
|                                            |                                            |                                            |                                            |                                            |                                            |                                            |                                            |                                                    |                                                    |                                                    |                                                    |                                                    |                                                    |                                                    |                                                    |                                                    |                                                    |                                                    |                                                    |                                                          |                                                          |                                                          |                                                          |                                                          |                                                          |                                           |                                           |                                                   |                                                   |                                                   |                                                   |                                                           |                                                           |                                                           |                                                           |                                                           |                                                           |                                                     |                                                     |                                         |                                         |                                            |                                            |                                                 |                                                 |                                                 |                                                 |                                                 |                                                 |                                          |                                          |                                          |                                          |  |  |  |  |  |  |  |  |  |  |  |  |  |  |  |  |  |  |  |  |  |  |  |  |  |  |  |  |  |  |  |  |  |  |  |  |  |  |  |  |  |  |  |  |  |  |  |  |
|                                            |                                            |                                            |                                            |                                            |                                            |                                            |                                            |                                                    |                                                    |                                                    |                                                    |                                                    |                                                    |                                                    |                                                    |                                                    |                                                    |                                                    |                                                    |                                                          |                                                          |                                                          |                                                          |                                                          |                                                          |                                           |                                           |                                                   |                                                   |                                                   |                                                   |                                                           |                                                           |                                                           |                                                           |                                                           |                                                           |                                                     |                                                     |                                         |                                         |                                            |                                            |                                                 |                                                 |                                                 |                                                 |                                                 |                                                 |                                          |                                          |                                          |                                          |  |  |  |  |  |  |  |  |  |  |  |  |  |  |  |  |  |  |  |  |  |  |  |  |  |  |  |  |  |  |  |  |  |  |  |  |  |  |  |  |  |  |  |  |  |  |  |  |
| Augusta Frederika van Hannover (1737-1813) | Augusta Frederika van Hannover (1737-1813) | Augusta Frederika van Hannover (1737-1813) | Augusta Frederika van Hannover (1737-1813) | Augusta Frederika van Hannover (1737-1813) | Augusta Frederika van Hannover (1737-1813) |                                            |                                            | George III van het Verenigd Koninkrijk (1738-1820) | George III van het Verenigd Koninkrijk (1738-1820) | George III van het Verenigd Koninkrijk (1738-1820) | George III van het Verenigd Koninkrijk (1738-1820) | George III van het Verenigd Koninkrijk (1738-1820) | George III van het Verenigd Koninkrijk (1738-1820) |                                                    |                                                    | Eduard van York (1739-1767)                        | Eduard van York (1739-1767)                        | Eduard van York (1739-1767)                        | Eduard van York (1739-1767)                        | Eduard van York (1739-1767)                              | Eduard van York (1739-1767)                              |                                                          |                                                          | Willem Hendrik van Gloucester (1743-1805)                | Willem Hendrik van Gloucester (1743-1805)                | Willem Hendrik van Gloucester (1743-1805) | Willem Hendrik van Gloucester (1743-1805) | Willem Hendrik van Gloucester (1743-1805)         | Willem Hendrik van Gloucester (1743-1805)         |                                                   |                                                   | Hendrik Frederik van Cumberland en Strathearn (1745-1790) | Hendrik Frederik van Cumberland en Strathearn (1745-1790) | Hendrik Frederik van Cumberland en Strathearn (1745-1790) | Hendrik Frederik van Cumberland en Strathearn (1745-1790) | Hendrik Frederik van Cumberland en Strathearn (1745-1790) | Hendrik Frederik van Cumberland en Strathearn (1745-1790) |                                                     |                                                     | Caroline Mathilde van Wales (1751-1775) | Caroline Mathilde van Wales (1751-1775) | Caroline Mathilde van Wales (1751-1775)    | Caroline Mathilde van Wales (1751-1775)    | Caroline Mathilde van Wales (1751-1775)         | Caroline Mathilde van Wales (1751-1775)         |                                                 |                                                 | ... + 2 zusters en 1 broer                      | ... + 2 zusters en 1 broer                      | ... + 2 zusters en 1 broer               | ... + 2 zusters en 1 broer               | ... + 2 zusters en 1 broer               | ... + 2 zusters en 1 broer               |  |  |  |  |  |  |  |  |  |  |  |  |  |  |  |  |  |  |  |  |  |  |  |  |  |  |  |  |  |  |  |  |  |  |  |  |  |  |  |  |  |  |  |  |  |  |  |  |

- Bibsys: 98047628
- Biblioteca Nacional de Chile: 000398236
- Biblioteca Nacional de España: XX982909
- Bibliothèque nationale de France: cb12159008k (data)
- Catàleg d'autoritats de noms i títols de Catalunya: 981058530075306706
- CiNii: DA08927511
- Gemeinsame Normdatei: 118716913
- International Standard Name Identifier: 0000 0001 0898 6255
- KulturNav: 78dbcdd1-fc21-4591-9ec9-0b690dbad0b5
- Library of Congress Control Number: n79061402
- Nationale Bibliotheek van Letland: 000195807
- Nationale Bibliotheek van Tsjechië: jn20000700822
- Nationale bibliotheek van Australië: 35118717
- Nationale Bibliotheek van Israël: 987007296031105171
- Nationale Bibliotheek van Polen: a0000003187346
- Nationale en Universitaire bibliotheek Zagreb: 000106557
- Nederlandse Thesaurus van Auteursnamen: 070497443
- Réseau des bibliothèques de Suisse occidentale: 02-A012374083
- RKD-Nederlands Instituut voor Kunstgeschiedenis: 30950
- Istituto Centrale per il Catalogo Unico: NAPV090485
- LIBRIS: 207225
- SNAC: w6ck9691
- Système universitaire de documentation: 030884039
- Museum of New Zealand Te Papa Tongarewa: 33813
- Trove: 831884
- Union List of Artist Names: 500009904
- Virtual International Authority File: 49264990
- WorldCat: E39PBJr7RXBFbvQYVPFTv6DH4q